# Огдоада
Огдоадата в египетската митология включва осем божества, които са били на почит в град Хермополис. Първо култът е бил към Хатор и Ра; по-късно към Хатор и Тот, включително и към голям брой други божества; още по-късно Ра е бил асимилиран от Амон-Ра.
Осемте божества били подредени в четири двойки – женско и мъжко – като женските божества били свързвани със змиите, а мъжките с жабите: Наунет и Ну, Амунет и Амун, Каукет и Кук, Хух и Хаухет (има и други варианти на изписване на имената).